# Morti nel 1218
| Questa pagina contiene informazioni ricavate automaticamente dalle voci biografiche con l'ausilio del template Bio e di un bot. L'aggiornamento è periodico e automatico e ricostruisce completamente la pagina. Se manca una persona in questa lista, sei pregato di non aggiungerla, ma accertati piuttosto che la sua voce biografica contenga il template Bio e che i dati anagrafici siano correttamente compilati. Se il template Bio manca, inseriscilo tu stesso o, in alternativa, metti l'avviso {{tmp\|Bio}} che ne segnala la mancanza. Se i dati riportati sono sbagliati, correggi direttamente la voce biografica; le modifiche saranno visibili in questa lista entro pochi giorni. Per chiarimenti vedi il progetto biografie. La lista contiene solo le 30 persone che sono citate nell'enciclopedia e per le quali è stato implementato correttamente il template Bio. Pagina aggiornata al 18 ago 2025. |

- 23 gennaio - Volchero di Erla, patriarca cattolico tedesco (n. 1140)
- 2 febbraio - Costantino di Vladimir, nobile (n. 1186)
- 11 febbraio - Alice di Courtenay, nobildonna francese (n. 1160)
- 12 febbraio - Adelaide di Gheldria, nobile tedesca
- 18 febbraio - Bertoldo V di Zähringen, nobile tedesco (n. 1160)
- 22 aprile - Tebaldo VI di Blois, conte
- 25 aprile - Franca da Vitalta, religiosa italiana (n. 1175)
- 6 maggio - Teresa del Portogallo, principessa portoghese (n. 1157)
- 19 maggio - Ottone IV di Brunswick, sovrano tedesco (n. 1175)
- 20 giugno - Eleonora di Vermandois, nobile francese
- 25 giugno - Simone IV di Montfort, conte
- 6 luglio - Oddone III di Borgogna, duca (n. 1166)
- 7 agosto - Adolfo III di Berg, nobile tedesco
- 6 novembre - Federico Vanga, vescovo cattolico
- 7 dicembre - Filofteia di Arges, religiosa bulgara (n. 1206)
- 28 dicembre - Roberto II di Dreux, generale francese (n. 1154)
- Basilio Mstislavič, nobile russo
- Warin FitzGerold, nobile e cavaliere medievale britannico (n. 1167)
- Guglielmo III, conte di Jülich, conte
- Guglielmo di Baux, trovatore francese
- Guidetto, vescovo cattolico italiano
- Kuchlug, condottiero mongolo
- Luigi II di Loon, conte
- Nicola di Tuscolo, cardinale e diplomatico italiano
- Pietro di Vaux de Cernay, monaco cristiano e storico francese
- Pietro II di Giavarino, vescovo ungherese
- Al-'Adil I, condottiero curdo (n. 1143)
- Ugo I di Cipro, sovrano francese (n. 1195)
- Elena di Gallura
- Comita I di Torres